# 잇츠 어 신
《잇츠 어 신》(영어: It's a sin)은 최근에 방영한 영국 드라마이다. ⟨닥터 후⟩, ⟨이어즈&이어즈⟩ 작가 러셀 T. 데이비스이 참여한 화제작이기도 하다. 그가 1980년대 실제 친구들과 함께 경험한 시대를 그려낸 작품으로, 당시에 에이즈가 영국을 덮친 시절에 병으로 목숨을 잃은 세대를 기념하기 위해 제작했다고 한다. 영국에서 첫 에피소드 생방송 시청자 수는 무려 160만 명. 특히나 그 시대를 직접 겪었던 16~34세의 시청률이 가장 높았다고 한다.
또한 밴드 이어스 앤 이어스 보컬인 올리 알렉산더와 ⟨이어즈&이어즈⟩에서 베서니 역을 맡은 리디아 웨스트 (베서니 역)가 함께 출연한 작품이다.
국내에서는 3월 24일 왓챠에서 왓챠 익스클루시브 작품으로 독점 공개 된다.

## 시놉시스
"감추는 거 싫어요. 왜인지 아세요? 전 재미를 엄청나게 봤거든요."
1981년, 18살 리치는 가족에게조차 자신이 동성애자라고 밝히지 못한 채 대학 입학을 위해 런던으로 향한다. 리치는 런던에서 우연히 만난 친구들과 같은 아파트에 살면서, 친구들의 애정을 느끼며 내면의 자존감과 재능을 발견한다. 뜨거운 사랑에 빠지고, 배우로서 꿈을 펼치는 것도 잠시. 남자 동성애자들만 걸린다는 정체불명의 질병이 런던을 덮치면서 리치와 친구들의 삶은 위협받기 시작한다. 치명적인 바이러스보다 더 두려운 혐오와 편견에 맞선 이들은 그 어느 때보다 서로를 맹렬하게 사랑하기로 다짐한다.

## 등장인물
- 리치 (올리 알렉산더) : 1980년대, 법학과 대학 입학과 동시에 고향을 떠나 런던으로 오게 된 동성애자이다. 입학 후 연극 전공으로 전과를 한 뒤, 본격적인 배우의 꿈을 가지게 된다. 자유분방한 영국의 분위기 속, '분홍 궁전'이라는 아파트에서 매일 밤 파티를 즐기며 룸메이트 친구들과 자유로운 나날들을 만끽한다.
- 콜린 (캘럼 스콧 하웰스) : 남성 맞춤복 가게에 견습생으로 취직을 하면서 런던으로 오게 된다. 우연히 '분홍 궁전' 아파트에 사는 친구들과 어울리게 되고 그들과 함께 살게 된다.
- 질 (리디아 웨스트) : 리치와 같은 대학교 연극과 학생이다. 활발한 성격의 소유자로 '분홍 궁전'에 모인 친구들 모두와 두루두루 잘 지내는 성격의 소유자이다.
- 애시 (나다니엘 커티스) : 리치, 질과 같은 대학교 학생이다. 매력적인 외모의 소유자로 리치가 한눈에 반하게 되고, '분홍 궁전'에 함께 사는 룸메이트가 된다.
- 로스코 (오마리 더글라스) : 동성애자인 자신의 정체성을 받아들이지 못하는 가족들과 함께 살던 중, 아버지가 자신을 나이지리아로 데려가려는 사실을 알고 집을 떠나 영국으로 오게 된다.

## 평가
- IMDB
- 로튼 토마토
- 왓챠피디아